# 泰特鎮區 (阿肯色州斯科特縣)
泰特鎮區（英語：Tate Township）是位於美國阿肯色州斯科特縣的一個行政鎮區。

## 地方資料
泰特鎮區的面積為154.96平方千米，當中陸地面積為154.91平方千米，而水域面積為0.05平方千米。根據2010年美國人口普查的數據，當地共有人口59人，而人口密度為每平方千米0.38人。